# DoubleClick
DoubleClick是一家網路廣告服務商。它曾經是最大的網路廣告服務商，不過現在已經被Google的AdSense和Yahoo!的雅虎搜尋行銷(前稱Overture)取代。DoubleClick於2008年被Google購併，成為Google旗下的公司。

## 特色與批評
DoubleClick興起於橫幅廣告的時代。1990年代的網路廣告，多以橫幅廣告的方式呈現。橫幅廣告是指提供內容服務網頁上，插入一張網路廣告服務商的圖片，由網路廣告服務商輪播廣告的方式。橫幅廣告多為橫式，大多置放於網頁最上方。橫幅廣告的大小有各種標準，最常見的是468×60。後來的橫幅廣告，亦不限於圖片檔，常常可以見到Flash文件等不同的文件格式。
DoubleClick最突出的地方，在於它將橫幅廣告和Cookies的技術結合，發展到極致。DoubleClick利用橫幅廣告的Cookies，長期追蹤、紀錄使用者的上網行為，作為輪播廣告的依據，針對使用者播送最符合其興趣的廣告，以最大限度刺激消費慾望。這使DoubleClick取得遠超越其它同業的傲人廣告成績。
DoubleClick的Cookies技術，遭致很多批評。使用者只要連上掛有DoubleClick橫幅廣告的網站，在不知情的情況下，上網的行為，就會被DoubleClick長期紀錄下來。這種做法，像是在每個人身邊安裝長期側錄的隱藏式監視攝影機一樣。雖然DoubleClick強調他們並未紀錄使用者的的個人身份資料（如姓名、E-mail信箱、信用卡號碼等等），所以即使有上網行為紀錄，也無法知道是誰，在不知道個人身份的前提下，無從侵犯個人隱私，亦未觸法。但大多數的批評者都認為，這只是鑽個人隱私保護法的漏洞，所玩的文字遊戲。
DoubleClick的Cookies技術，常常被當成Cookies技術嚴重濫用的最佳範例，或是Cookies技術侵犯個人隱私的最佳範例。DoubleClick濫用Cookies技術侵犯個人隱私，網路個人隱私成為熱門的公眾話題，W3C亦開始制定關於網路隱私的標準P3P。亦有不少人開始研究反制技術。例如：停用第三方的Cookies（網頁上來自它站的圖片所插入的Cookies）；停用長期的Cookies，使Cookies只能短期紀錄方便會員系統運作的連線資料，無法長期紀錄，等等。目前IE、Google Chrome可以停用第三方的Cookies，其它的瀏覽器，則多可以停用長期的Cookies。
DoubleClick遭致的另一個批評來自橫幅廣告。橫幅廣告的觀念，來自平面時裝、資訊科技雜誌上的全版廣告，以彩色、華麗的廣告設計畫面等等，吸引使用者購買。同樣的廣告概念，帶到網路橫幅廣告上。廣告商競相製作七彩絢麗的橫幅廣告圖片，加上吸引人的動畫，以吸引消費者購買。但結果卻造成橫幅廣告本身，成為網頁瀏覽最大的負擔，七彩繽紛的廣告圖檔大小超大，接收廣告圖檔變得非常慢，廣告上的動畫則使得使用者的電腦明顯變慢，而橫幅廣告的華麗視覺效果，則常常與受播網站本身的網站設計相左，破壞了網站的整體設計，在免費網站強迫插入橫幅廣告的情況下，站方無從移除破壞設計的橫幅廣告。極端的橫幅廣告，甚至為強迫使用者注意、點選，而佔據網頁版面的正中央，妨礙讀者閱讀正文。這使得越來越多人，開始對橫幅廣告深惡痛絕。
有一種極端的作法，是完全阻擋特定網站（如doubleclick.net）來的檔案（圖檔、Flash檔等等）。
反對這些技術的人則認為，DoubleClick提供非營利網站的營收，成為非營利網站支撐下去、繼續充實內容的經濟基礎。若完全阻擋DoubleClick，沒有人按廣告，非營利網站就生存不下去了。

## 網路廣告的新時代
針對DoubleClick的廣告成績與問題，許多人也開始研發是否有替代方案，可以針對使用者的興趣播送廣告，最大限度刺激消費，提供非營利網站廣告營收，而同時避免上述的問題。2005年Google推出了AdSense服務，另一家Overture公司（現已為Yahoo!收購）亦同時興起。Google AdSense和Overture廣告的最大特色，在於抛棄了傳統華麗的橫幅廣告，改用文字廣告，以減輕使用者的視覺負擔，避免破壞網站的整體視覺設計，並使廣告的播送更具彈性（可橫可直，內容易調整）。同時，Google AdSense服務亦讓一般人使用者可自行註冊受播廣告，定期結清廣告收入，不需與廣告公司當面聯絡、結帳。這使得Google AdSense開始大受一般非營利個人小站歡迎，搶佔了大量以往DoubleClick無法進入的個人小站市場。
Google AdSense亦同時揚棄以Cookies長期蒐集使用者資料的方式，針對使用者的興趣播放廣告，改查閱、分析受播的網頁內容，並針對受播的網頁內容播放相關的廣告。這使網路廣告從以使用者興趣為導向，轉以受播網站內容為導向，避免掉監視使用者上網的爭議，並更能播出針對使用者瀏覽當時當下的興趣，亦符合網站內容的廣告。
2008年，Google收購了DoubleClick。

## 參閱
- Google AdSense
- 雅虎搜尋行銷（前稱Overture）
- Cookie

## 外部連結
- DoubleClick （页面存档备份，存于）
- Google AdSense （页面存档备份，存于）
- Yahoo! Overture
- Tim O'Reilly - What Is Web 2.0 （页面存档备份，存于）